# Réminiac
Réminiac (bret. Ruvenieg) – miejscowość i gmina we Francji, w regionie Bretania, w departamencie Morbihan.
Według danych na rok 1990 gminę zamieszkiwało 365 osób, a gęstość zaludnienia wynosiła 30 osób/km² (wśród 1269 gmin Bretanii Réminiac plasuje się na 908. miejscu pod względem liczby ludności, natomiast pod względem powierzchni na miejscu 759.).